# 里尼奥乌伊内普
里尼奥乌伊内普，是匈牙利绍莫吉州所辖的一个村。总面积8.28平方公里，总人口48，人口密度5.8人/平方公里（2011年1月1日）。